# 이효리의 수상 및 후보 목록
다음은 대한민국의 가수 이효리의 수상 목록이다.

## 2002년
- KBS 연예대상 - 쇼/오락부문 신인상

## 2003년
- SBS 가요대전 - 본상
- SBS 가요대전 - 대상
- SBS 서울가요대상 - 본상
- SBS 서울가요대상 - 대상
- KBS 가요대상 - 본상
- KBS 가요대상 - 대상
- MBC 10대가수 가요제 - 본상
- MBC 골든디스크 - 본상
- M.net 아시안 뮤직 어워드 - 최고 인기 뮤직비디오상
- KMTV 코리안 뮤직어워드 - KMTV상
- KMTV 코리안 뮤직어워드 - 올해의 가수상
- 대한민국 영상 대전 - 여자 가수 부문 베스트스타상

## 2007년
- 대한민국 방송 광고 페스티벌 - 네티즌이 뽑은 최우수여자모델상
- M.net 20's Choice - 여자 베스트스타일상

## 2008년
- M.net 20's Choice - HOT 스타일아이콘상
- M.net 20's Choice - HOT 퍼포먼스뮤지션상
- M.net 아시안 뮤직 어워드 - 여자 가수상
- M.net 아시안 뮤직 어워드 - 댄스 음악상

## 2009년
- M.net 20's Choice - HOT 바디상
- M.net 20's Choice - HOT 멀티테이너상
- M.net 20's Choice - HOT 스타일아이콘상
- SBS 연예대상 - 네티즌 최고인기상
- SBS 연예대상 - 대상 유재석 과 동시 대상 수상

## 2010년
- 서울문화예술대상 - 대중음악 가수 대상
- SBS 연예대상 - 예능 10대 스타상

## 2011년
- 대한민국 국제구조대 - 세상을 밝게 만든 사람들 상

## 2013년
- M.net 20's Choice - Icon of 20's상
- M.net 20's Choice - 블루카펫 인기상
- M.net 아시안 뮤직 어워드 - 여자 가수상

## 2020년
- 제5회 동아닷컴’s PICK - 올웨이즈 슈퍼스타
- MBC 방송연예대상 - 뮤직&토크부문 여자 최우수상
- MBC 방송연예대상 - 베스트 커플상 (With 유재석)

## 음악 방송

### 뮤직뱅크
| 연도            | 날짜     | 노래                  |
| --------------- | -------- | --------------------- |
| 2008년 (총 3회) | 8월 1일  | 〈U-Go-Girl〉(총 3회) |
| 2008년 (총 3회) | 8월 8일  | 〈U-Go-Girl〉(총 3회) |
| 2008년 (총 3회) | 8월 15일 | 〈U-Go-Girl〉(총 3회) |
| 2013년 (총 1회) | 6월 7일  | 〈Bad Girls〉(총 1회) |

### 쇼챔피언
| 연도            | 날짜     | 노래                  |
| --------------- | -------- | --------------------- |
| 2013년 (총 1회) | 6월 12일 | 〈Bad Girls〉(총 1회) |

### 인기가요
| 연도            | 날짜     | 노래                                |
| --------------- | -------- | ----------------------------------- |
| 2003년 (총 3회) | 9월 7일  | 〈10 Minutes〉(총 3회)              |
| 2003년 (총 3회) | 9월 14일 | 〈10 Minutes〉(총 3회)              |
| 2003년 (총 3회) | 9월 21일 | 〈10 Minutes〉(총 3회)              |
| 2006년 (총 2회) | 3월 12일 | 〈Get Ya'〉(총 2회)                 |
| 2006년 (총 2회) | 3월 19일 | 〈Get Ya'〉(총 2회)                 |
| 2008년 (총 5회) | 7월 27일 | 〈U-Go-Girl〉 (총 3회)              |
| 2008년 (총 5회) | 8월 3일  | 〈U-Go-Girl〉 (총 3회)              |
| 2008년 (총 5회) | 8월 10일 | 〈U-Go-Girl〉 (총 3회)              |
| 2008년 (총 5회) | 9월 28일 | 〈Hey Mr. Big〉(총 2회)             |
| 2008년 (총 5회) | 10월 5일 | 〈Hey Mr. Big〉(총 2회)             |
| 2010년 (총 3회) | 4월 25일 | 〈Chitty Chitty Bang Bang〉(총 3회) |
| 2010년 (총 3회) | 5월 2일  | 〈Chitty Chitty Bang Bang〉(총 3회) |
| 2010년 (총 3회) | 5월 9일  | 〈Chitty Chitty Bang Bang〉(총 3회) |
| 2013년 (총 1회) | 6월 2일  | 〈Bad Girls〉(총 1회)               |

### 엠카운트다운
| 연도            | 날짜     | 노래                                |
| --------------- | -------- | ----------------------------------- |
| 2006년 (총 1회) | 3월 16일 | 〈Get Ya'〉(총 1회)                 |
| 2008년 (총 3회) | 7월 31일 | 〈U-Go-Girl〉(총 3회)               |
| 2008년 (총 3회) | 8월 7일  | 〈U-Go-Girl〉(총 3회)               |
| 2008년 (총 3회) | 8월 14일 | 〈U-Go-Girl〉(총 3회)               |
| 2010년 (총 1회) | 4월 22일 | 〈Chitty Chitty Bang Bang〉(총 1회) |
| 2013년 (총 1회) | 6월 13일 | 〈Bad Girls〉(총 1회)               |

### 음악캠프
| 연도            | 날짜     | 노래                   |
| --------------- | -------- | ---------------------- |
| 2003년 (총 3회) | 9월 6일  | 〈10 Minutes〉(총 3회) |
| 2003년 (총 3회) | 9월 20일 | 〈10 Minutes〉(총 3회) |
| 2003년 (총 3회) | 9월 27일 | 〈10 Minutes〉(총 3회) |